# Петербургский институт иудаики

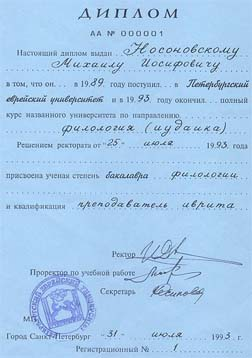
Первый диплом, выданный Петербургским еврейским университетом в 1993 году.

Петербургский институт иудаики — частное высшее учебное заведение, осуществляющее подготовку специалистов в области иудаики в Санкт-Петербурге, Россия. Ректором института с 1998 года является доктор исторических наук, профессор Дмитрий Аркадьевич Эльяшевич.

## История
Ленинградский еврейский университет был основан в 1989 году. Он позиционировал себя в качестве продолжателя Курсов востоковедения барона Гинцбурга (1907―1917), на которых преподавались арамейский и древнеерейский языки, а также еврейская история, и Петроградского/Ленинградского еврейского университета (1919―1925). Последний был закрыт советскими властями как «цитадель метафизического-идеалистического и буржуазного-либералистического миросозерцания» и ликвидирован в ходе кампании по упорядочению сети высших учебных заведений в 1925 году. Новый Ленинградский еврейский университет был учреждён в 1989 году в разгар перестройки рядом энтузиастов в среде еврейской интеллигенции: это были Илья Дворкин (первый ректор университета), Вениамином Лукиным, Хавой Корзаковой и другими. В течение первого учебного года 1989/1990 предлагались только вечерние курсы по ивриту, еврейской истории, изучению Торы, а также семинары по этнографии, языкознанию, краеведению и некоторые другие предметы.
С 1991 года уже установились утренние и дневные занятия, была создана четырёхлетняя образовательная программа, направленная на подготовку бакалавров искусств по ивриту, истории и педагогике. Университет был официально признан и аккредитован. Первые выпускники закончили обучение в 1996 году. В 1997 году название вуза было изменено на «Санкт-Петербургский институт иудаики». Профессор Дмитрий Эльяшевич стал ректором института в 1998 году, а профессор Александр Кобринский ― его проректором. Институт занимал различные площадки, в том числе здание Еврейский общинный центр Санкт-Петербурга. Вскоре после своего учреждения он стал заметной частью культурной жизни еврейской общины Санкт-Петербурга.

## Исследовательская работа
В институте находится крупнейшая еврейская библиотека во всём бывшем Советском Союзе. Институт организовал ряд научных конференций по еврейскому образованию, истории и другим аспектам иудаики. В 1992—1996 годах здесь издавался журнал «Еврейская школа». Серия «Труды по иудаике» издаётся с 1993 года. Институт изучения еврейской диаспоры организовал многочисленные исследовательские экспедиции на Украину, в Белоруссию, Прибалтику, Среднюю Азию и на Кавказ, некоторые из которых были проведены совместно с Иерусалимским университетом. Материалы этих исследований хранятся в архиве института.